# Théomir Devaux
Théomir Devaux (* 17. März 1885 in Castillon (Calvados); † 28. Januar 1967 in Chaville) war ein französischer katholischer Priester, Unterstützer der Résistance und Herausgeber einer Zeitschrift, die sich für den christlich-jüdischen Dialog einsetzte. Während des Zweiten Weltkrieges rettete er im deutsch besetzten Frankreich Hunderte jüdische Kinder vor der Deportation.

## Leben
Er trat 1911 in den Orden Notre Dame de Sion in Paris ein, dessen Leitung er von 1925 bis 1937 übernahm. Zugleich war er Priester der Pfarrkirche St. Sulpice in Paris.
Im Jahr 1928 gründete er die Zeitschrift La question d'Israël, die sich für eine Annäherung der christlichen und jüdischen Religion einsetzte. Außerdem organisierte er Seminare zu verschiedenen Themen des Judentums, bei denen es zum Gedankenaustausch von Schriftstellern sowie christlichen und jüdischen Persönlichkeiten kam und die von einer Atmosphäre des gegenseitigen Verständnisses und der Hochachtung geprägt waren. Im Jahr 1940 wurde seine Zeitschrift durch die Gestapo verboten, da sich mehrere Artikel offen gegen den Antisemitismus gewandt hatten.
Nach der deutschen Besetzung Frankreichs kamen Ende 1941 die ersten jüdischen Familien zu Pater Devaux und baten um Schutz ihrer Kinder. Zusammen mit der Ordensschwester Francia de Linares sowie mehreren anderen couragierten Fluchthelfern vermittelte und organisierte er daraufhin die Unterbringung der jüdischen Kinder in christlichen Gastfamilien, vor allem in kleineren Orten auf dem Land im Département Sarthe sowie in Internaten kirchlicher Trägerschaft.
Nach der Rafle du Vélodrome d’Hiver (Razzia der Winter-Radrennbahn) in Paris im Juli 1942 stieg die Zahl der zu ihm gebrachten Kinder stark an. Obwohl bei der Razzia 13.000 Juden verhaftet worden waren, gelang es Tausenden jüdischen Bewohnern in Paris, rechtzeitig zu fliehen und unterzutauchen.
Die Unterbringung und Verpflegung der Kinder, die Beschaffung falscher Personaldokumente und die Organisation der Reise zu den Gastfamilien auf das Land stellte an manchen Tagen eine immense Herausforderung dar, da mitunter bis zu 35 Kinder pro Tag in die Residenz des Ordens im 6. Arrondissement von Paris gebracht wurden.
Trotz Überwachung und mehreren Hausdurchsuchungen der Gestapo gelang es ihm durch die Verschwiegenheit des kleinen Kreises seiner Helfer, bis zum Ende des Zweiten Weltkrieges unentdeckt über 400 Kinder vor der Deportation in die Konzentrationslager zu retten.
Nach Kriegsende beschäftigte er sich vorrangig mit Studien über die jüdische Geschichte und ihr Verhältnis zum frühen Christentum. Seine letzten Lebensjahre verbrachte Théomir Devaux in einem Seniorenheim in Chaville. Er starb am 28. Januar 1967.
Am 5. September 1996 wurde er postum für seinen selbstlosen Einsatz bei der Rettung jüdischer Kinder als Gerechter unter den Völkern von Yad Vashem ausgezeichnet.

## Hintergrund
Eines der jüdischen Kinder, die sich 1943 hilfesuchend an Pater Théomir Devaux wandten, war der zwölfjährige Hans Helmut Michel. Der Sohn eines deutschen Arztes war mit seiner Mutter und Schwester nach Frankreich geflohen und bereits zweimal einer Verhaftung entgangen. Er erhielt den Decknamen Jean Bonnet und wurde zu dem Karmelitenpater Père Jacques in das Internat des Petit Collège in Avon (Seine-et-Marne) vermittelt. Nach unfreiwilligem Verrat wurde er dort von der Gestapo entdeckt und 1944 im KZ Auschwitz-Birkenau ermordet. Bekannt wurde er durch den vielfach ausgezeichneten Spielfilm Auf Wiedersehen, Kinder des Regisseurs Louis Malle.